# Evangelische Kirche Courcelles-Chaussy

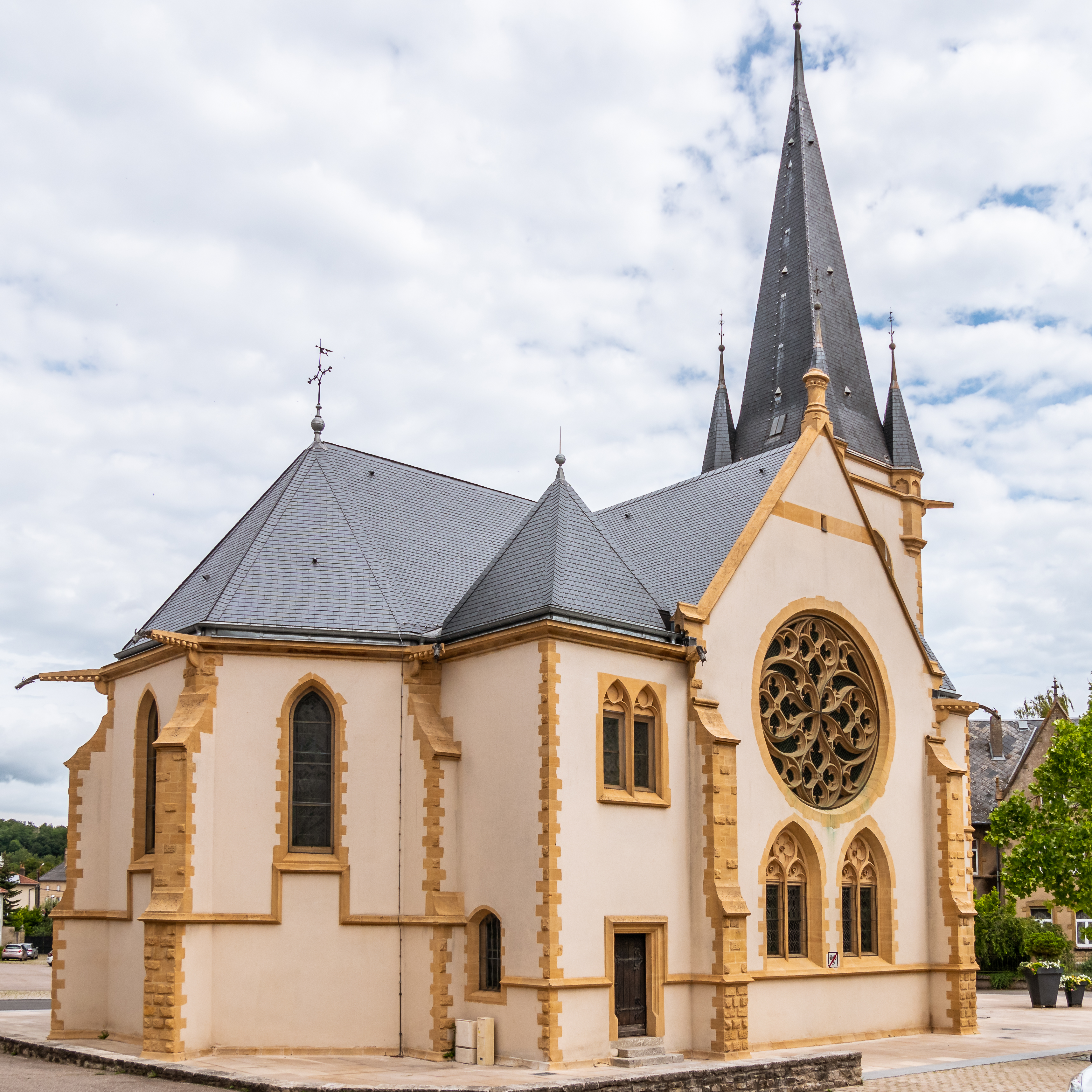
Courcelles-Chaussy

Die Evangelische Kirche (französisch: temple protestant de Courcelles-Chaussy), auch Kaiserkirche genannt, ist die evangelisch-reformierte Kirche von Courcelles-Chaussy (deutsch Kurzel an der Straße) im französischen Département Moselle in Lothringen. Die Kirche gehört der Union Protestantischer Kirchen von Elsass und Lothringen an.

## Geschichte
In dem 1552 von Frankreich okkupierten Courcelles-Chaussy etablierten sich um 1560 Hugenotten, die hier eine reformierte Kirche errichteten. Mit dem Edikt von Fontainebleau 1685, das das Abhalten evangelischer Gottesdienste verbot, wurde die protestantische Tradition des Ortes, um erst mit dem Toleranzedikt von 1787 wiederaufgegriffen zu werden. 1797 entstand erneut eine reformierte Kirche.
Als Wilhelm II. ab 1891 das Schloss Urweiler zu einer Sommerresidenz umbauen ließ, ergab sich die Notwendigkeit zur Errichtung einer protestantischen Hof- oder Kaiserkirche. Die Grundsteinlegung erfolgte am 27. Mai 1894 durch Fürst Hermann zu Hohenlohe-Langenburg, die Einweihung am 17. Oktober 1895 unter Anwesenheit des Kaisers. Mit der Planung wurde Paul Tornow, Dombaumeister der Kathedrale von Metz und Bezirksbauinspektor von Lothringen, beauftragt.
1995 fand eine aufwendige Dachstuhlerneuerung statt, die rechtzeitig zur Einhundertjahrfeier der Einweihung der Kirche abgeschlossen war. 

## Architektur
Die sogenannte Kaiserkirche wurde von Tornow als Zentralbau in spätgotischer Formensprache konzipiert, die als charakteristisch für die Reformationszeit nach 1500 galt. Der Kirchenbau besitzt einen kreuzförmigen Grundriss mit vorgesetztem Turmbau und einem polygonalen Altarhaus, wobei den Winkeln zum Querhaus zweigeschossige Anbauten eingefügt sind. Der von Emporen in den Anräumen beherrschte Innenraum wird von Holzgewölben zwischen massiven Schwibbögen geprägt. 